# Werner Bischoff (Politiker)
Werner Bischoff (* 15. November 1947 in Gelsenkirchen) ist ein deutscher Politiker der SPD.

## Ausbildung und Beruf
Werner Bischoff machte von 1962 bis 1965 eine Ausbildung zum Ziseleur bei der Firma Ruhrglas in Essen. Er wurde 1970 Sekretär der IG Chemie, Papier, Keramik. 1990 erfolgte seine Wahl zum Landesbezirksleiter der IG Chemie, Papier, Keramik für Nordrhein-Westfalen. 1996 wurde er in den geschäftsführenden Hauptvorstand der IG Chemie, Papier, Keramik, heute IG BCE in Hannover gewählt.

## Politik
Werner Bischoff ist seit dem 1. Juni 1966 Mitglied der SPD. Von 1976 bis 1999 war er Mitglied des Rates der Stadt Monheim und Fraktionsvorsitzender der SPD im dortigen Rat.
Werner Bischoff war von 1995 bis 2005 direkt gewähltes Mitglied des 12. und 13. Landtags von Nordrhein-Westfalen.
Von Greenpeace wird Bischoff als einer der entschiedensten Befürworter des Braunkohlebergbaus in der SPD aufgeführt.

## Ehrungen
2010 wurde er mit dem Verdienstkreuz am Bande des Verdienstordens der Bundesrepublik Deutschland ausgezeichnet.